# Carlos Schiaffino
Carlos Schiaffino (Buenos Aires, Argentina; 21 de abril de 1932. Ibídem; 10 de octubre de 1971) fue un primer bailarín y director de ballet argentino. Fue una primera y prometedora figura del Ballet Estable del Teatro Colón.

## Carrera
Egresó como profesor del Conservatorio Nacional de Danzas y Declamación (actualmente Escuela Nacional de Danzas , Escuela Nacional de Arte Dramático y Conservatorio. Se formó en la Escuela de Baile del Teatro Colón. Debutó en el Teatro Municipal de Buenos Aires en 1947. Al año siguiente, entró por concurso al cuerpo de baile del Teatro Colón. Pronto ganó los cargos de corifeo y solista. En varias temporadas fue designado primer bailarín. En 1955 debió reemplazar a último momento y sin ensayos a  Vassil Tupin, por lo que recibió varias críticas positivas por parte de los medios gráficos.
En 1965 la Dirección del Teatro Colón le otorgó una mención especial por su actuación en Coppelia, de Miguel Delibes. Con el elenco del Colón realizó giras por el interior del país y por el extranjero. Con el auspicio de la Secretaría de Cultura bailó en Neuquén, Salta, Bariloche, Chubut y otras ciudades. Fue partenaire de Nora Irinova.
En 1969 dirigió un grupo de primeras figuras del Teatro Colón en la Fiesta de la Danza realizada en el Club Italiano de Buenos Aires. Entre 1969 y 1971 realizó un ciclo de ballet patrocinado por una empresa comercial. Allí fue primer bailarín y director técnico y artístico y viajó por todo el país. 
Debido a su gran talento le permitió ofrecer espectáculos por televisión y actuó como primer bailarín, y con coreografía de Vasili Lambrinos, junto a Elena Lucena y Amalia Lozano en la película Pájaros de cristal en 1955, protagonizada por Mecha Ortiz, Alba Arnova, Georges Rivière y Gloria Guzmán. En 1971, con el patrocinio de una empresa comercial, bailó por televisión cuando Rudolf Nureyev fue invitado al país.

## Filmografía
- 1955: Pájaros de cristal.

## Teatro
- Coppelia
- Pedro y el lobo
- Cascanueces
- Anabel Lee
- Joven Paisana de Estancia
- El niño brujo
- Romero y Julieta
- Suite en el blanc
- Bolero
- Spiritu Tuo
- Giselle

## Tragedia
Cuando por razones artísticas se trasladaba en avión rumbo a Trelew junto al cuerpo estable de baile del Teatro Colón, la aeronave se precipitó a las aguas del Río de la Plata, ocasionándole la muerte a él y a todos sus compañeros. El hecho acaeció el 10 de octubre de 1971, razón por la cual, en Argentina, se instituyó esa fecha para conmemorar el Día Nacional de la Danza. Schiaffino tenía por entonces 39 años.
Fallecieron junto a él los siguientes integrantes del cuerpo de ballet del Teatro Colón: Norma Fontenla (primera bailarina), José Neglia (primer bailarín), Antonio Zambrana, Margarita Fernández, Carlos Santamarina, Martha Raspanti, Rubén Estanga y Sara Bochkovsky. También murió el piloto Orlando Golotylec. El Ballet Estable del Teatro Colón cumplía una gira por el interior del país auspiciada por la empresa Pepsi Cola Argentina bajo el nombre de “Plan de Difusión Cultural”.
Durante el velatorio en el Salón Dorado del Teatro Colón, 3.500 personas asistieron para despedir a los artistas. El retiro de los restos de los bailarines rumbo al Cementerio de la Chacarita fue acompañado por Tercera Sinfonía de Beethoven conocida como la Marcha Fúnebre.